# شهرستان ادواردز (تگزاس)
شهرستان ادواردز، تگزاس (به انگلیسی: Edwards County, Texas) یک سکونتگاه مسکونی در ایالات متحده آمریکا است که در تگزاس واقع شده‌است.

## خصوصیات
شهرستان ادواردز ۵٬۴۹۰٫۸۱ کیلومترمربع مساحت دارد.